# SEAT Mii
El SEAT Mii es un automóvil de turismo del segmento A que el fabricante SEAT puso a la venta desde el cuarto trimestre de 2011, si bien sus entregas comenzaron en el mes de diciembre de 2012. Tiene como antecesor directo al SEAT Arosa, desaparecido en 2004, y su gama está por debajo de la del SEAT Ibiza. El modelo tiene unas mínimas modificaciones estéticas con respecto al  Volkswagen up! y al Škoda Citigo.
Este modelo tiene un motor delantero transversal y tracción delantera.

## Presentación
El SEAT Mii fue presentado oficialmente en el mes de octubre de 2011; la marca lo presenta como el coche perfecto para la movilidad urbana, debido a sus dimensiones y facilidad para moverse en la ciudad. Se fabrica en Bratislava, junto a sus similares Volkswagen up! y el Škoda Citigo. El modelo en un principio estaba disponible solo con la carrocería 3 puertas código (KF12) pero posteriormente se añadió a la gama la versión de 5 puertas código (KF13).

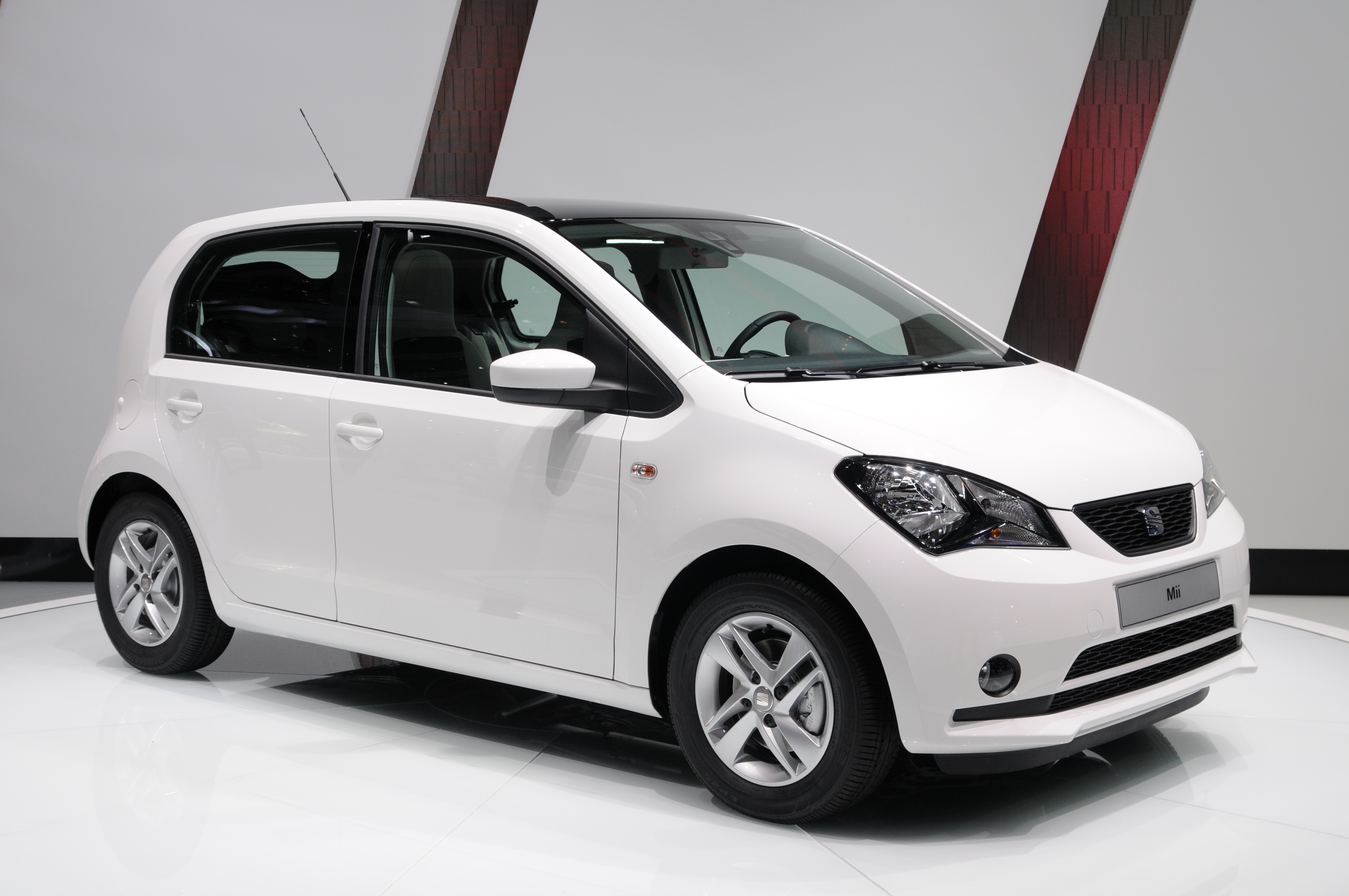
Versión 5 puertas del Mii

## Dimensiones
El modelo base de 3 o 5 puertas tiene una longitud de 3560 mm, una batalla (distancia entre ejes) de 2420 mm, un ancho total de 1641 mm y una altura total de 1478 mm. Su peso total en vacío es de 854 kg.

## Acabados
Sus versiones son: Reference, Style (Chic y Sport) (hasta 2018 en España) y FR Line (hasta 2018 en España). En lo que respecta a sus colores, el rojo Tornado es gratis y el amarillo Sunflower, el blanco, dos tonos de grises, el negro y el naranja Tribu suponen un sobrecoste. Las versiones pueden ir equipadas con packs y opciones.
- Reference:

Es la versión básica de inicio de la gama. Lleva ABS, EBD, TCS, ECS, 4 airbags, llantas de acero e inmovilizador eléctrico.
- Style:

Además de las características del Reference incorpora mejores llantas, 6 altavoces, radio, reproductor de CDs y de MP3, regulación de asientos, elevalunas eléctrico, cierre centralizado con mando con distancia, y aire acondicionado. Adicionalmente dispone dentro del mismo acabado de otras dos versión, el Style Chic que incorpora llantas de 14 pulgadas, una palanca de plástico para el freno de mano, inserciones cromadas, el pomo de caja de cambios en cuero, regulación eléctrica y calefactables de retrovisores, difusor de aire Confort y volante de cuero. Por otro lado, el Style Sport que incluye llantas de 15 pulgadas, faros antiniebla, volante y pomo de la caja de cambios en cuero, y más equipamiento. A finales del año 2017 se reduce la gama, y solo se comercializa el acabado Style en dos nuevas versiones denominados Style Edition  y Style Edition Plus  únicamente con la carrocería de cinco puertas, desapareciendo la carrocería de tres puertas de la gama.

### Ediciones especiales

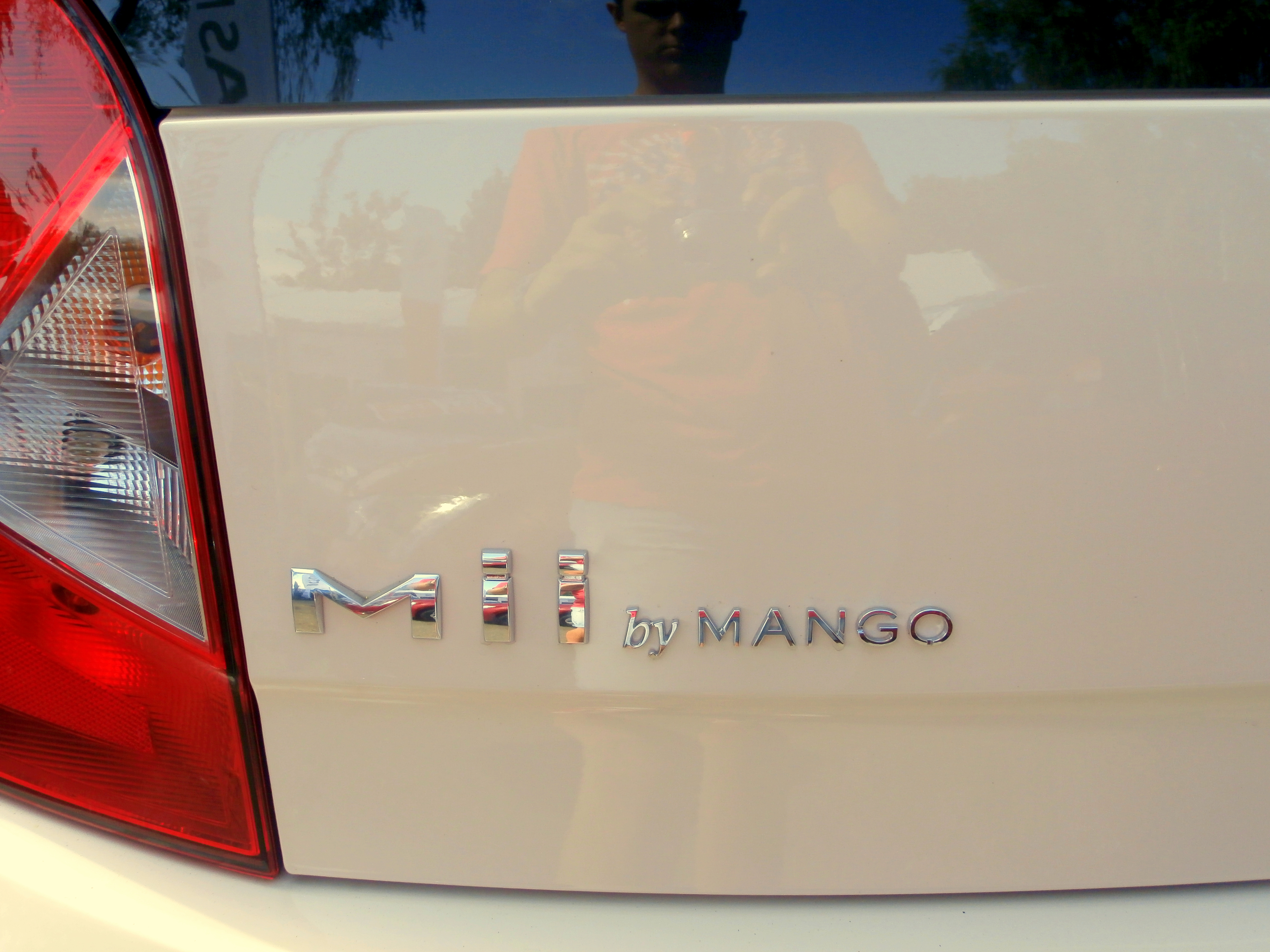
edición Mii by Mango

## Seguridad
El SEAT Mii realizó las pruebas de choque de la EuroNCAP en el año 2011, y consiguió una calificación total de 5 estrellas
| Calificación total:        | 5/5 estrellas |
| Ocupantes adultos:         | 89 %          |
| Ocupantes infantil:        | 80 %          |
| Peatones:                  | 46 %          |
| Asistencia a la seguridad: | 86%           |

## Motorizaciones

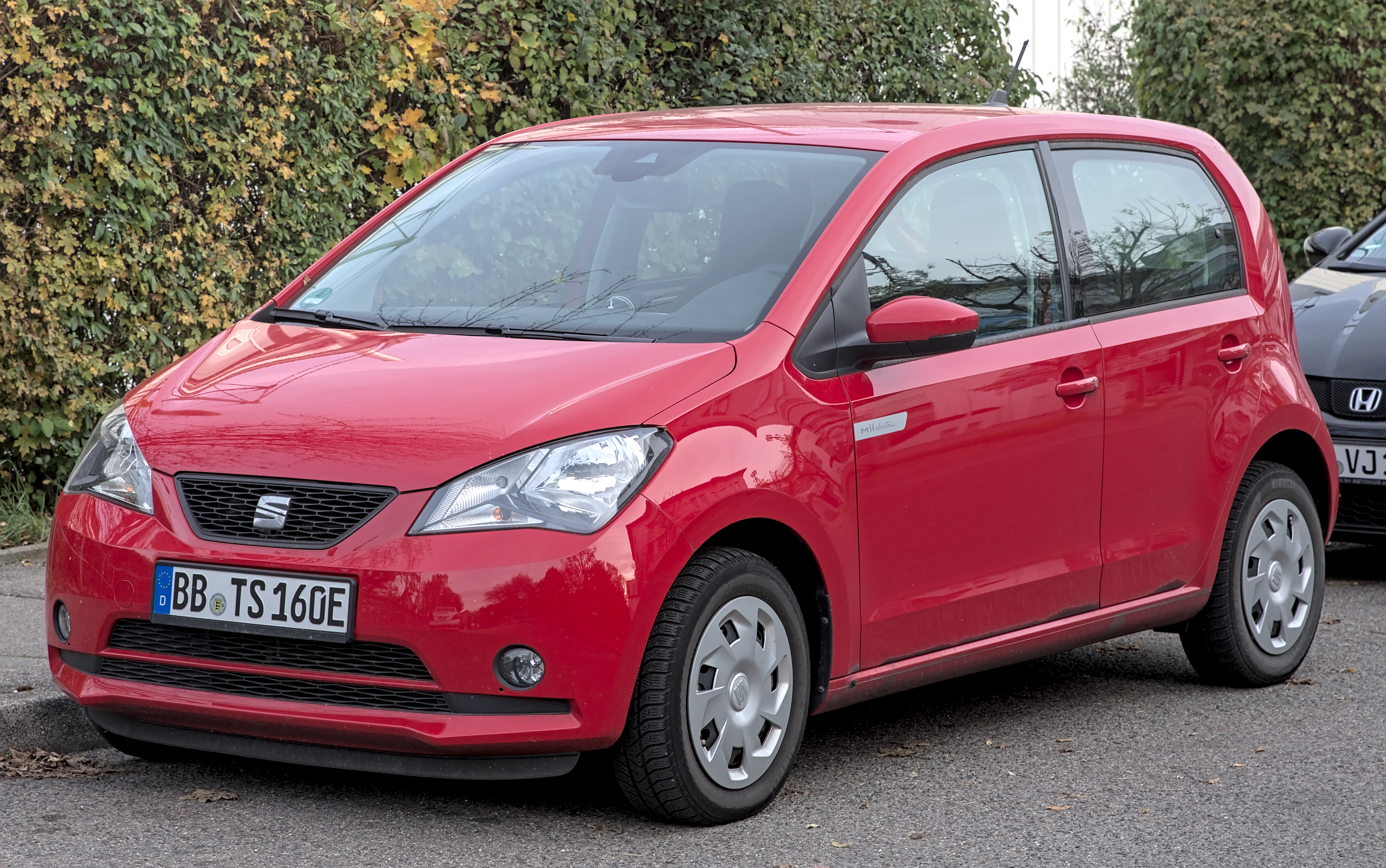
Mii Electric

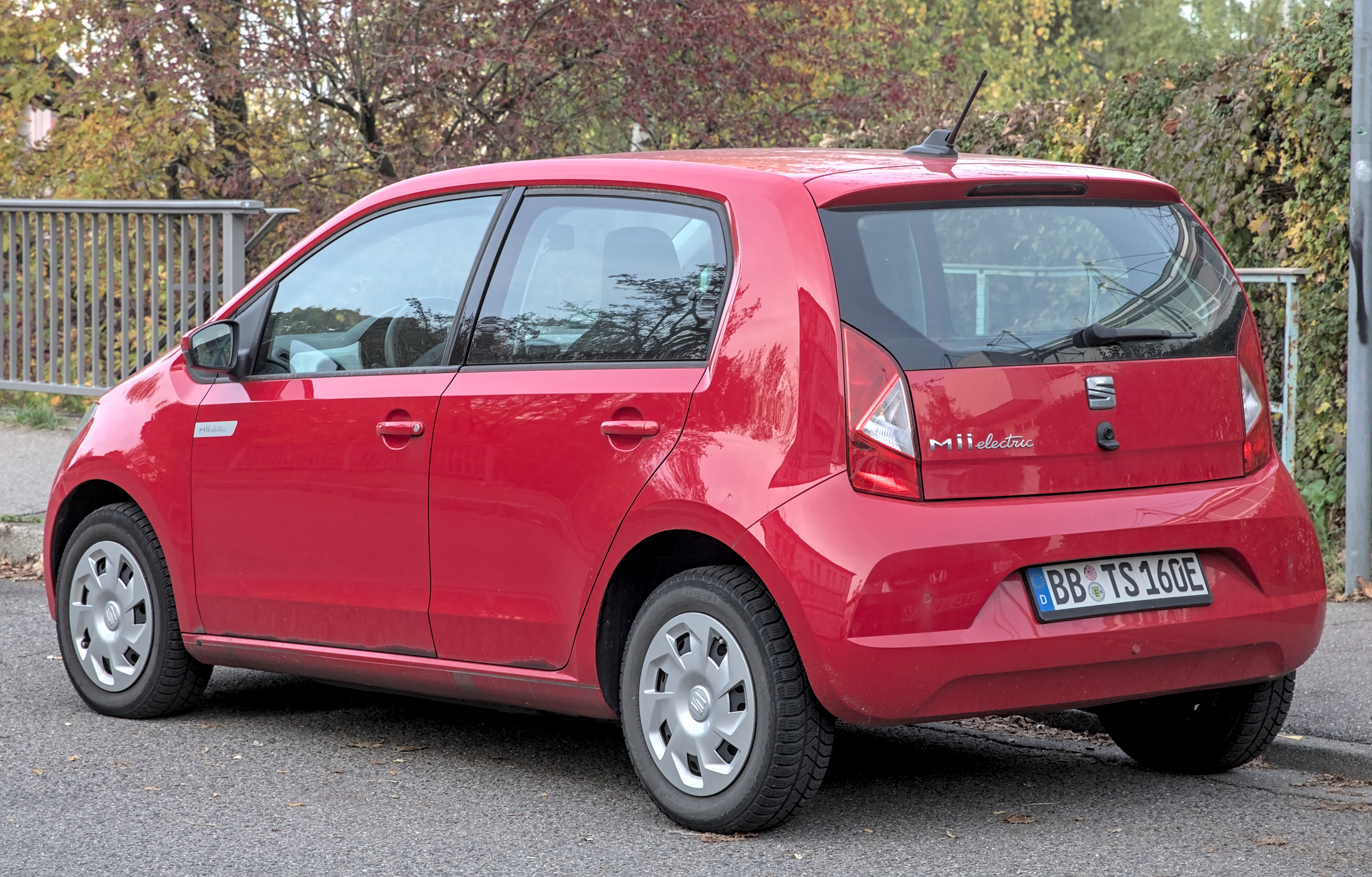
Mii Electric

En un principio Cuenta con las motorizaciones de gasolina 1.0 (60 CV y 75 CV), más tarde se incorporó la motorización de GNC híbrida 1.0 ecofuel (68 CV).
En junio de 2019 se presentó la versión comercial eléctrica, denominado como SEAT Mii Electric, código (12S) este modelo llega seis años después de los prototipos denominados SEAT e-Mii. La nueva versión eléctrica del Mii tiene una velocidad punta de 130 km/h, acelera de 0 a 100 km/h en 12,5 segundos, incorpora una batería de 36,8 kWh, con 32,3kWh de capacidad útil. Se prevé que su autonomía según WLTP sea de unos 260 km y estará dispone con cargador CCS Combo. El inicio de ventas fue programado para finales de 2019, siendo el modelo el primer SEAT 100% eléctrico en llegar al mercado, abriendo una nueva etapa en SEAT. Y ya a partir de 2020, se dejan de montar las motorizaciones de combustión en el SEAT Mii, tan solo dispone con la motorización eléctrica.

## Prototipos
- SEAT Mii FR Line concept

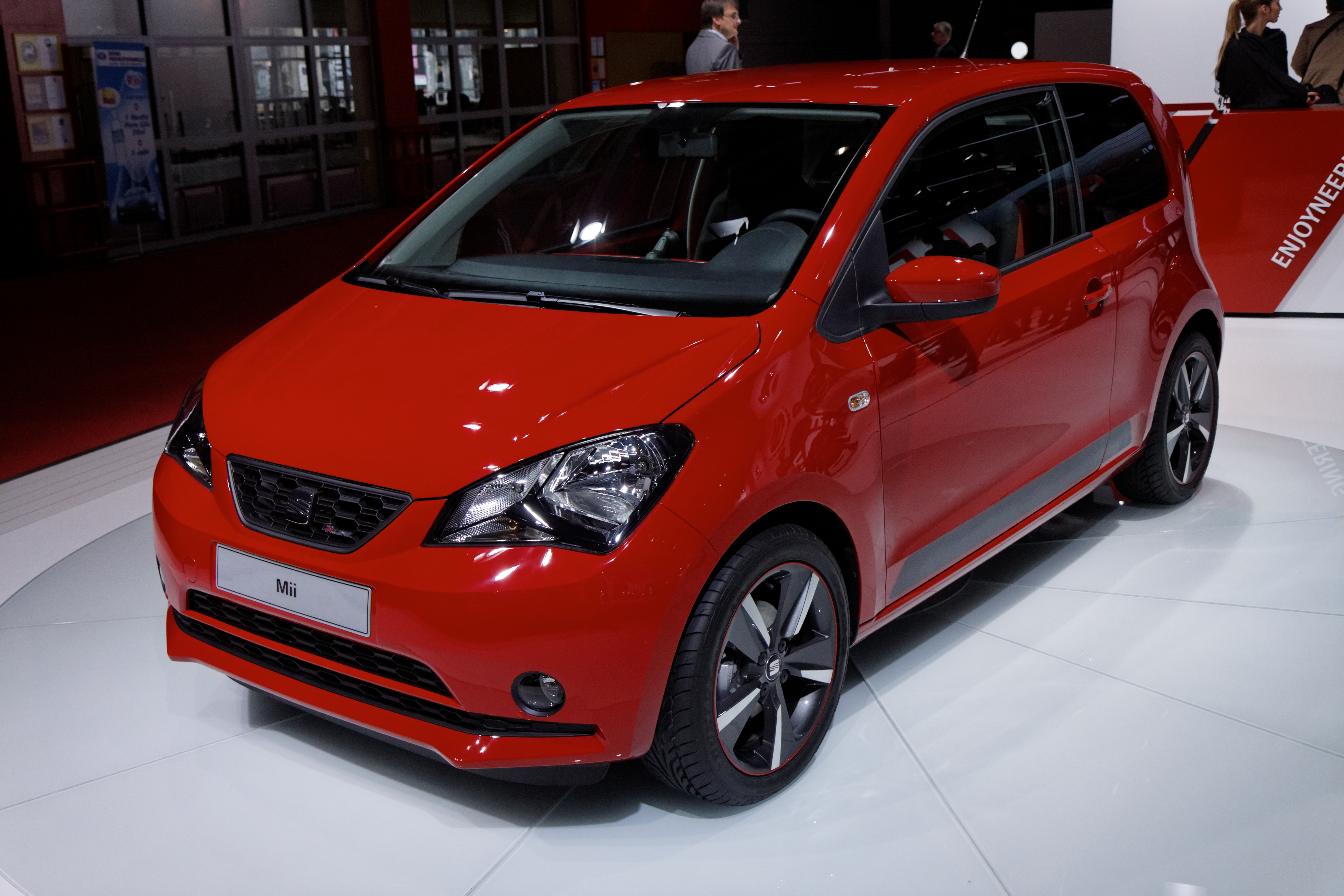
Mii FR Line Concept.

después de hacer su debut la pasada primavera durante el GTI Treffen de Wörthersee (Austria), el SEAT Mii FR Line Concept se expuso en el Salón del Automóvil de París de 2012. En el exterior destacan unas franjas decorativas de color negro, situadas en la zona inferior de los laterales, las aletas de las ruedas y la puerta del maletero. Las llantas de 16 pulgadas en aluminio gris mate quedan circunscritas por una línea de color rojo Tornado, a juego con la pintura de la carrocería. Como sucede con cualquier edición de apariencia deportiva, los paragolpes están sobredimensionados. El rojo también preside el habitáculo del Mii FR Line. En combinación con el negro, se muestra con profusión en el salpicadero (decorado en la parte derecha con un enorme logo del nombre del modelo), el volante, la palanca de cambios, el revestimiento de puertas y las secciones laterales de los asientos. Incluso las alfombrillas lucen ribetes en rojo.
- SEAT e-Mii

Así se le denomina a la versión eléctrica del Mii que SEAT ha presentado en 2013; por el momento es un prototipo experimental aunque no se descarta que llegue al mercado en un futuro. Alcanza una velocidad punta de 130 kilómetros por hora y tiene una autonomía de 150 kilómetros. Unos años después en el Mobile World Congress 2017 se presentó una evolución más avanzada del e-Mii, un modelo prototipo casi definitivo a falta de unos pequeños retoques, pues se han desarrollado unas unidades de prueba para sacarlo pronto al mercado, se pretende que llegue a finales de 2019 o comienzos del 2020.

## Producción Ventas
| Modelo   | 2011 | 2012   | 2013   | 2014   | 2015 |
| -------- | ---- | ------ | ------ | ------ | ---- |
| SEAT Mii | 990  | 18.815 | 28.900 | 25.300 | -    |